# Ma'alot-Tarshiha
Ma'alot-Tarshiha (in ebraico מעלות-תרשיחא‎?, Maʻalot-Taršiḥa; in arabo معالوت ترشيحا‎?, Maʻālūt Taršīḥā) è una città di Israele situata nel distretto Settentrionale. La città si compone di due insediamenti separati: Ma'alot, a maggioranza ebraica, e Tarshiha, a maggioranza araba palestinese, che vennero uniti nel 1963.

## Storia
Nel 1974 si consumò in città il massacro di Ma'alot, nell'ambito del quale militanti del Fronte Democratico per la Liberazione della Palestina assassinarono trentuno civili israeliani.

## Società
Gli ebrei, concentrati a Ma'alot, sono originari principalmente di Romania, Iran e Marocco, mentre gli arabi palestinesi, concentrati a Tarshiha, costituiscono un quinto della popolazione e sono principalmente cristiani e musulmani. In città risiedono anche numerose famiglie di veterani dell'Esercito del Libano del Sud.

## Amministrazione

### Gemellaggi
- Asti, Italia
- Harrisburg, Stati Uniti d'America
- Pratovecchio, Italia